# سفر أعمال المنسيين
سفر أعمال المنسيين، هي رواية صدرت في 2017 للكاتب عبد الوهاب عيساوي، روائي جزائري من مواليد 1985 بالجلفة، الجزائر. تخرج من جامعة زيّان عاشور، ولاية الجلفة، مهندس دولة الكتروميكانيك ويعمل مهندس صيانة.

## ملخص الرواية
تحكي هذه الرواية قصة مجموعة من الشباب الجزائريين الذين التحقوا بالثورة لتحرير الجزائر من الاحتلال الفرنسي في شيخوخته، وبعد انتظار سنين، يفاجأ عيسى فراج برسالة من صديقه الذي جاهد معه طويلا أثناء الثورة التحريرية الجزائرية، وقد أضحى هذا الصديق وزيرا.

## شخصيات الرواية
عيسى فراج: البطل الرئيسي، ابن مدينة الجلفة، انضم إلى المقاومة بعد أن قضى أشهرا في سجن كافارولي، وصادق عباس والنوري وغيرهم من المناضلين.
عباس: صديق عيسى الحميم، قائد مجموعة من المقاومين، سقط شهيدا في معركة وظل جثمانه مدفونا في جرف عميق لأكثر من خمسين سنة، حتى قرر النوري انتشاله.
النوري: صديق عيسى وعباس، أصبح وزيرا بعد الاستقلال، وأرسل رسالة إلى عيسى يخبره فيها بقراره بتنفيذ عملية انتشال جثمان عباس، ويدعوه لزيارته في العاصمة.
سليمة: زوجة عيسى، توفيت بعد مرض عضال، كانت تحب القراءة والكتابة، وتركت لعيسى مذكراتها ومجموعة من الكتب.
أمينة: ابنة عيسى وسليمة، تعيش في فرنسا، وتزور والدها بين الحين والآخر، تحاول مساعدته على التغلب على حزنه ووحدته.

## جوائز
توجت الرواية بجائزة كتارا للرواية العربية في فئة "الروايات غير المنشورة" 2017.

## مؤلفات أخرى للمؤلف
- رواية (سينما جاكوب) الحاصلة على جائزة رئيس الجمهورية علي معاشي عام 2012.
- رواية (سبيرا دي مويرتي) على جائزة آسيا جبار للرواية عام 2015.[4]
- رواية (الدوائر والأبواب) على جائزة سعاد الصباح للرواية عام 2017.[5]